# La Femme de Tchaïkovski
Pour plus de détails, voir Fiche technique et Distribution.
La Femme de Tchaïkovski (Жена Чайковского, Jena Tchaïkovskogo) est un film franco-helvético-russe réalisé par Kirill Serebrennikov, sorti en 2022.
Le film est présenté en compétition officielle au festival de Cannes 2022.

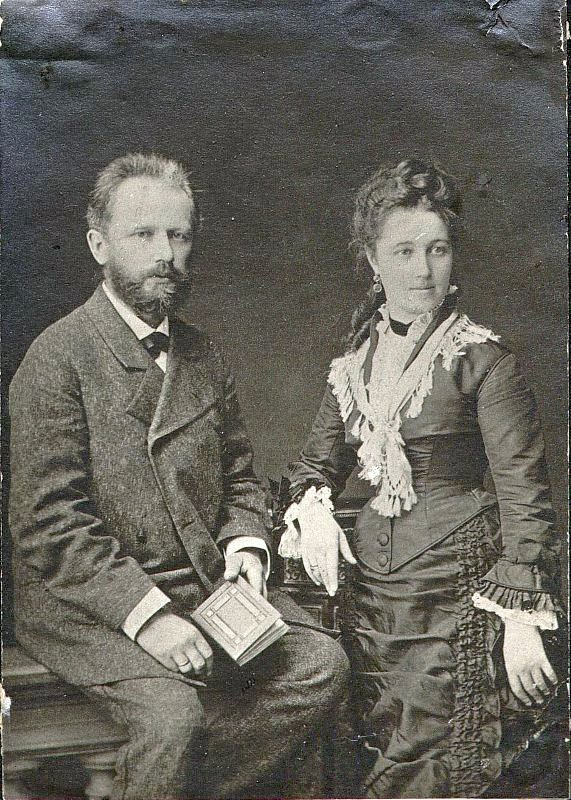
photo de P. Tchaïkovski et de son épouse Antonina Milioukova. 24 juillet 1877, Moscou.

## Synopsis
Le frère du compositeur Piotr Ilitch Tchaïkovski, Modeste Tchaïkovski, écrit dans sa biographie que, suivant les termes mêmes de Piotr, son épouse Antonina Milioukova « s'est comportée honnêtement et sincèrement », sans vouloir tromper intentionnellement son mari, et elle a été la cause du profond malheur de son mari sans le vouloir, inconsciemment. Quant au compositeur, il s'est également comporté « honnêtement, ouvertement, sans la tromper en rien ». Tous deux, en se mariant, « ont réalisé avec horreur… qu'entre eux il y avait un gouffre d'incompréhension mutuelle, qui jamais ne pourrait se combler, qu'ils s'étaient comportés comme dans un rêve, et qu'ils s'étaient inconsciemment trompés en tout. Une rupture totale était le seul moyen non seulement de retrouver leur bien-être intérieur à tous deux, mais aussi de sauver la vie de Piotr Ilitch ».

## Fiche technique
Sauf indication contraire, les informations mentionnées dans cette section peuvent être confirmées par la base de données cinématographiques IMDb,  présente dans la section « Liens externes ».
- Titre : La Femme de Tchaïkovski
- Titre original : Жена Чайковского (Jena Tchaïkovskogo)
- Réalisation et scénario : Kirill Serebrennikov
- Photographie : Vladislav Opelyants
- Décors : Vladislav Ogay
- Costumes : Dmitri Andreïev
- Maquillage : Maria Toutoukina
- Son : Boris Voyt
- Production : Ilya Stewart, Kirill Serebrennikov, Mourad Osmann et Pavel Bouria
- Production déléguée : Mike Goodridge, Elizaveta Chalenko
- Coproduction : Ilya Djintcharadzé, Carole Baraton, Pierre Mazars, Yohann Comte, Céline Dornier, Frederic Fiore, Olivier Père, Rémi Burah, Dan Wechsler, Jamal Zeinal-Zade et Andreas Roald
- Sociétés de production : Hype Film, Kinoprime, Charades Productions, Logical Pictures, Bord Cadre, Arte France Cinema
- Pays de production :  Russie,  France,  Suisse
- Format : couleur
- Genre : biographie, drame
- Durée : 143 minutes
- Dates de sortie :
  - France : 18 mai 2022 (festival de Cannes) ; 15 février 2023[3] (sortie nationale)

## Distribution
- Aliona Mikhaïlova : Antonina Milioukova
- Odin Biron : Piotr Ilitch Tchaïkovski
- Filipp Avdeïev : les frères jumeaux Modeste et Anatoli Tchaïkovski
- Ekaterina Ermichina : Liza, sœur d'Antonina
- Natalia Pavlenkova : Olga Nikanorovna, mère d'Antonina
- Nikita Elenev : Iossif Kotek, élève de Tchaïkovski
- Alexandre Gortchiline : Anatoli Brandoukov, élève de Tchaïkovski
- Varvara Chmykova : Sacha, sœur de Tchaïkovski
- Vladimir Miskhoukov : Chlykov, avocat d'Antonina
- Victor Khoriniak : Peter Jurgenson, éditeur de Tchaïkovski
- Oxxxymiron : Nikolaï Rubinstein
- Andreï Bourkovski : le prince Vladimir Mechtcherski
- Nikita Pirojkov : Aliocha, domestique de Tchaïkovski
- Gourgen Tsatourian : Botchetchkarov, camarade de Tchaïkovski
- Natalia Polenova : Khvostova, hôtesse
- Nikita Lebedev : Alexandre, frère d'Antonina
- Sofia Reznik : Anastasia, femme d'Alexandre
- Youlia Aoug : la folle de l'église

## Production
En 2013, Kirill Serebrennikov a proposé au conseil des experts de la Fondation du cinéma en fédération de Russie un projet de court-métrage sur Piotr Tchaïkovski. Le conseil ne l'a pas soutenu, mais ses recherches se sont néanmoins poursuivies. Initialement, il était prévu de sortir le film en 2015, pour le 175e anniversaire de la naissance du compositeur, et d'inviter un acteur occidental pour le rôle principal. Durant l'été 2020, des informations sont publiées indiquant que le tournage va bientôt commencer et que Tchaïkovski sera interprété par Evgueni Mironov. Plus tard, il s'est avéré que le film serait un long métrage et que son titre serait la Femme de Tchaïkovski, le choix de l'acteur principal a été modifié. Le script est écrit par Serebrennikov lui-même, à l'époque de son assignation à domicile par le parquet de la fédération de Russie dans l'Affaire du Septième studio,,.
En septembre 2021, une version préliminaire d'un long métrage intitulé Antonina apparaît sur Internet, dans laquelle Tchaïkovski est joué par un acteur du Centre Gogol (en), Odin Biron, et sa femme par Aliona Mikhaïlova. Quelques jours plus tard, un autre extrait est diffusé sur Internet .
Lors de la conférence de presse que l'équipe du film donne le 19 mai 2022 à l'occasion de la présentation le même jour dans la grande salle de l'auditorium Louis Lumière du Palais des festivals du seul film russe et premier film en compétition dans le cadre de la sélection officielle du 75e festival de Cannes, le réalisateur dissident précise que Roman Abramovitch, qui a participé au travers de sa fondation Kinoprime au financement du film « aide l'art contemporain depuis très longtemps. Il joue un rôle de mécène et c'est en partie grâce à lui qu'on a du cinéma d'auteur en Russie. Et, croyez-moi, ce ne sont pas des films de propagande, bien au contraire »,.

## Accueil

### Accueil critique
En France, le site Allociné propose une moyenne de 3,9⁄5, fondée sur 30 critiques de presse.
La critique de Barnabé Sauvage, parue dans la revue Débordements, se conclut par cette appréciation : « La Femme de Tchaïkovski compose à l’unisson sa propre petite musique du maniérisme d’hier et d’aujourd’hui. ».
La critique Zinaïda Prontchenko y voit surtout « une métaphore ridicule et continue du monde russe ».

## Distinction

### Sélection
- Festival de Cannes 2022 : sélection officielle, en compétition

## Autour du film
Le film cite le poème Les mouches (Мухи) d'Alexeï Apoukhtine (Алексей Николаевич Апухтин) qui commence par ce vers :
« Мухи, как чёрные мысли, весь день не дают мне покою. »
« Les idées noires sont comme des mouches, toute la journée elles m'empêchent de me reposer. »